# Tipsy (J-Kwon)
Tipsy è il singolo di debutto del rapper statunitense J-Kwon, estratto dall'album Hood Hop. È stato prodotto dai Trackboyz.

## Informazioni
J-Kwon è lo stesso autore del testo della canzone, insieme a J. Kent e M. Williams. Il singolo è stato al centro di alcune polemiche riguardanti non solo il suo testo troppo esplicito, ma anche il suo stesso titolo, che allude all'ubriachezza, cioè alla comune intossicazione acuta da alcool. Nel ritornello della versione censurata del brano, infatti, J-Kwon canta:
Tipsy risulta essere l'unica hit di successo dell'artista, il quale, rispetto ad altri rapper, nella scena hip hop non ha mai avuto un ruolo di grande rilievo. Ha riscosso parecchio successo negli Stati Uniti, dove ha raggiunto la posizione n. 2 nella chart Billboard Hot 100, la n. 2 nella Hot R&B/Hip-Hop Songs e la n. 1 nella Hot Rap Tracks. Si è poi piazzata nella classifiche di molti altri paesi, ad esempio in Regno Unito, dove ha raggiunto la posizione n. 4.
La canzone fa inoltre parte della colonna sonora dei film White Chicks e Soul Plane.

## Versioni e remix
Del singolo sono disponibili due versioni: una censurata (nella quale ad esempio la parola "Bitch" presente nel ritornello è sostituita con "Club") e una esplicita.
Il remix ufficiale è con Chingy e Murphy Lee, ma ve ne è anche uno in collaborazione con Young Buck.

## Videoclip
Il videoclip si ispira a quello di Gin & Juice di Snoop Dogg. J-Kwon veste i panni di un apparentemente tranquillo teenager, il quale, non appena i suoi genitori escono di casa, ne approfitta per organizzare un party rumoroso e scalmanato, che dura tutta la notte. Quando i suoi genitori rientrano e scoprono l'accaduto, per lui sono guai seri. I rappers Murphy Lee, Jermaine Dupri, Daz Dillinger e Da Brat fanno un'apparizione nel video.

## Posizioni in classifica
| Chart (2004-2005)                     | Posizione massima |
| ------------------------------------- | ----------------- |
| Billboard Hot 100 (USA)               | 2                 |
| Billboard Hot R&B/Hip-Hop Songs (USA) | 2                 |
| Billboard Hot Rap Tracks (USA)        | 1                 |
| Official Singles Chart (UK)           | 4                 |
| ARIA Singles Chart (Australia)        | 5                 |
| Irish Singles Chart (Irlanda)         | 8                 |
| RIANZ Singles Chart (Nuova Zelanda)   | 9                 |
| Germany Singles Top 100 (Germania)    | 17                |
| Dutch Top 40 (Paesi Bassi)            | 23                |
| Belgium Singles Top 50 (Belgio)       | 24                |
| World Singles Top 40                  | 26                |
| Sweden Singles Top 69 (Svezia)        | 48                |